# Aigua de coco
|  | No s'ha de confondre amb llet de coco. |

L'Aigua de coco o suc de coco és un líquid de color clar que es troba a l'interior dels cocos joves i que no s'ha de confondre amb la llet de coco. A mesura que el fruit madura aquest líquid que és el suc de coco és substituït gradualment pel mesocarp del coco i per l'aire. Un coco molt jove té molt poca polpa i la té molt tendra gairebé com un gel. El suc de coco és una beguda molt popular als països tropicals, especialment al sud-est d'Àsia, illes del Pacífic com les Hawaii i el Carib i allà es troba en estat fresc, enllaunada o embotellada. En països en vies de desenvolupament hi ha hagut casos d'administració de suc de coco per via intravenosa substituint la solució salina mèdica emprada habitualment.